# Годагари (подокруг)
Годагари (бенг. গোদাগড়ি, англ. Godagari) — подокруг на северо-западе Бангладеш. Входит в состав округа Раджшахи. Образован в 1865 году. Административный центр — город Годагари. Площадь подокруга — 472,13 км². По данным переписи 1991 года численность населения подокруга составляла 217 811 человек. Плотность населения равнялась 461 чел. на 1 км². Уровень грамотности населения составлял 27,6 %. Религиозный состав: мусульмане — 86,55 %, индуисты — 8,05 %, христиане — 1,93 %, прочие — 3,47 %.